# プラット・アンド・ホイットニー・カナダ JT15D

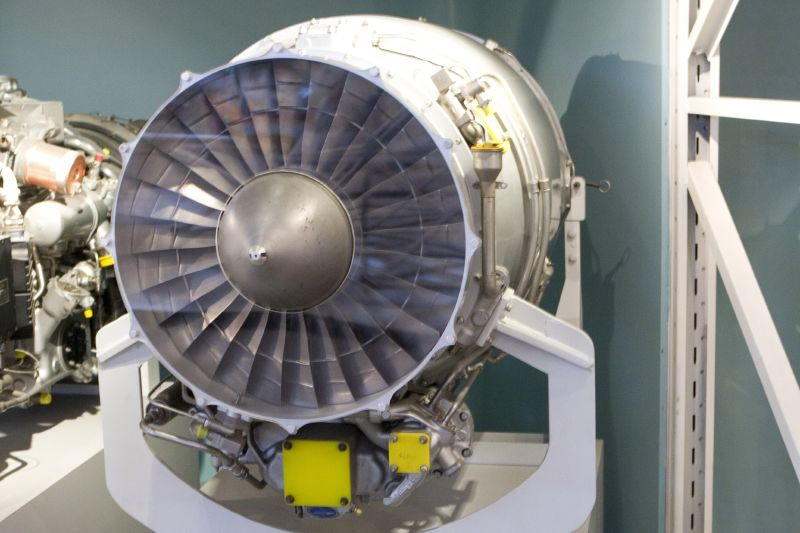
カナダ航空博物館でのJT15D

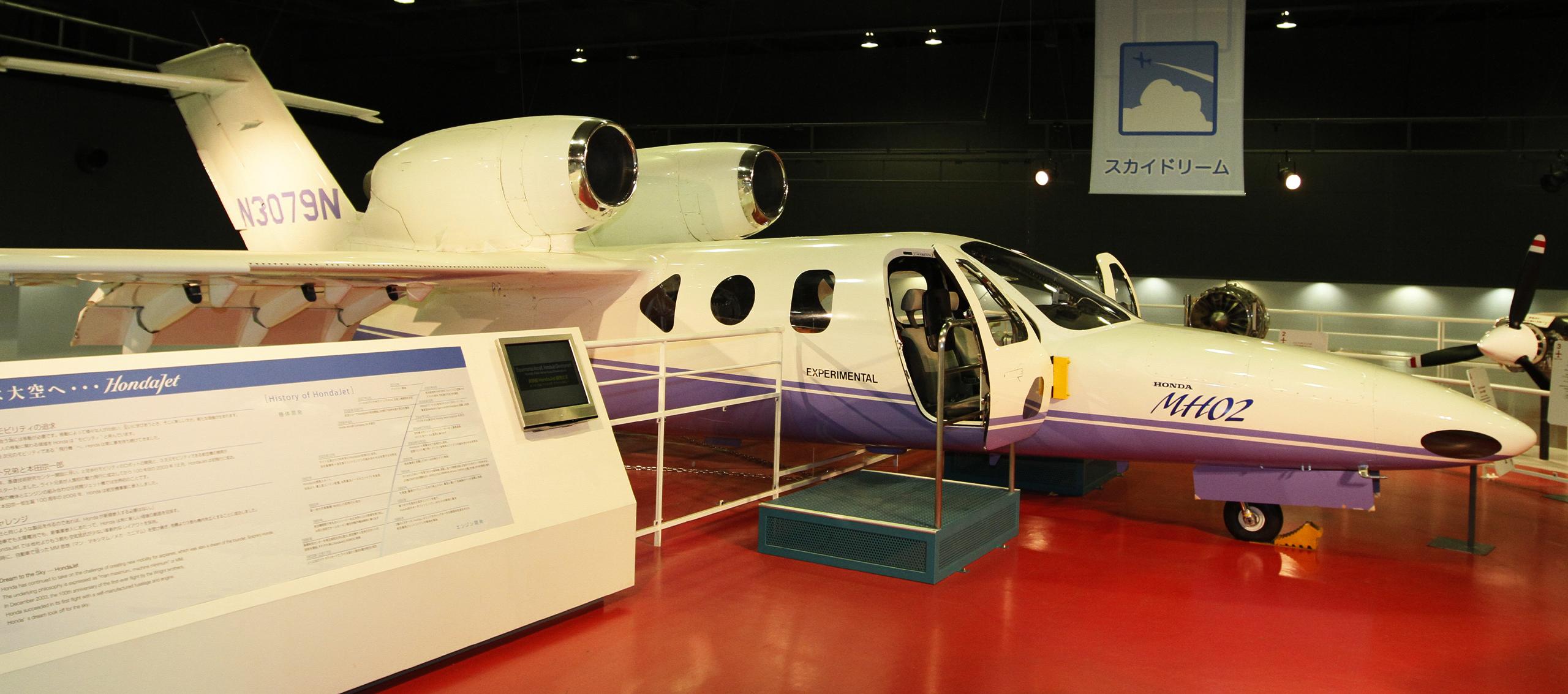
主翼上にJT15Dを搭載するMH02

プラット・アンド・ホイットニー・カナダ JT15Dは、プラット・アンド・ホイットニー・カナダが製造している小型のターボファンエンジンである。

## 概要
1971年に2,200 lbf (9.8kN)の推力で導入され、一連の改良により、最新版で3,000 lbf (13 kN)以上の推力を達成した。JT15Dは多様な小型ジェット機、特にビジネスジェットの主要な動力装置である。1970年代以来、6,000台を超えるJT15Dが出荷され、3000万時間の稼動実績がある。
JT15Dシリーズが主要な高圧圧縮機として遠心式圧縮機を使用していることは、近年ではGEホンダ HF120のような事例があるものの、開発当時の新規開発のターボファンの中では珍しかった。遠心式圧縮機は初期のジェットエンジンでこそ一般的な特徴であったが、多段化が困難で前面投影面積が大きくなりやすいため、急速に軸流式圧縮機に置き換えられていった。ターボファンエンジンにおいては、ほとんどのジェット推力はエンジンを通りすぎる冷たい空気によって発生し、内部の「ジェット」の部分は極めて小さい。この役割としては、高圧の一段遠心式圧縮機には利点がある。しかし、多くの小型ターボファンエンジンが遠心式圧縮機を利用しない理由は、それが旧式のターボジェットエンジンの設計による開発であることにある。
JT15Dでは、ファンは空気の70%をバイパスダクトに送り込み、全体の推力の大部分を発生する。JT15D-4以降のモデルでは、ファンと同じ速度で回転する小さな「ブースター」軸のステージがファンのすぐ後にあり、残りの30%の空気の流れをエンジンのコアに導いている。この空気は遠心式圧縮のステージでさらに圧縮され、反流環状燃焼室で燃焼する。熱いガスは遠心圧縮機を駆動する「高圧」タービンに流れ込み、その次にファンとブースターを駆動する2つの「低圧」タービンに流れ込む。
最初のモデルのJT15D-1は、ファンジェット500としても知られるセスナ サイテーション Iの動力装置として導入され、MH02でも使用された。1972年に出荷を開始し、最終的に-1は1,417台が出荷された。JT15D-4は推力を2,500 lbf (11kN)まで改善し、次の年に導入された。-4はセスナ サイテーション IIの主要なエンジンであり、三菱重工業 DIAMOND 1A、アエロスパシアル コルベット、アエルマッキ S-211でも使用された。最終的に-4のシリーズは2,195台が出荷された。
次の主力モデルは1983年に認定されたJT15D-5である。最初のモデルは2,900 lbf (13kN)を達成し、ビーチジェット 400とセスナ T-47Aで使用された。いくつかのマイナーなモデルが導入され、-5Aがセスナ サイテーション Vに、-5BがT-1A ジェイホークに、-5CがDASA Ranger 2000とS-211A（S-211の後期生産型）およびS-211Aの改良・発展形であるアレーニア・アエルマッキ M-345とステルス実験機のボーイング バード・オブ・プレイで使用された。
より大きなアップグレードは1993年に認定されたJT15D-5Dである。推力を再び改善し、3,045 lbf (13.54kN)を達成した。-5Dはセスナ UC-35Aとセスナ サイテーション・ウルトラで使用された。最近、オリジナルの-5がVisionAire Vantage向けに選定されたようであるが、この航空機は生産に入ることはなかった。これは-5Cまたは-5Dになる見込みである。

## 仕様 (JT15D-5D)
一般的特性
- 形式: ターボファン
- 全長: 60.5 インチ
- 直径: 27 インチ
- 乾燥重量: 500ポンドと推定 (ヴァイパー・ファンジェットの公式ではない仕様に基づく)

構成要素
- 圧縮機: 低圧は軸流式, 高圧は遠心式

性能
- 推力: 3,050 ポンド
- 推力重量比: 5 (およそ)

| 形式     | 離陸時 推力 (kN) | 定格 推力 (kN) | 全長 (mm) | ファン直径(mm) | 直径 (mm) | 乾燥重量 (kg) | バイパス比 |
| -------- | ---------------- | -------------- | --------- | -------------- | --------- | ------------- | ---------- |
| JT15D-1  | 9,8              | 9,3            | 1506      |                | 691       | 223,5         | 3,3:1      |
| JT15D-4  | 11,12            | 10,56          | 1600      |                | 686       | 253           | 2,6:1      |
| JT15D-4C | 11,12            | 10,56          | 1600      |                | 686       | 261           | 2,6:1      |
| JT15D-5  | 12,92            |                | 1600      |                |           | 287           | 2:1        |
| JT15D-5A | 12,92            |                | 1600      |                |           | 287           | 2:1        |
| JT15D-5B | 12,92            |                | 1600      |                |           | 292           | 2:1        |
| JT15D-5C | 14,21            |                | 1600      |                |           | 302           | 2:1        |
| JT15D-5D | 13,56            |                | 1531      | 520            |           | 292,6         | 3,3:1      |
| JT15D-5F | 12,92            |                | 1600      |                |           | 288           | 2:1        |